# Пећина Белове вештице
Пећина Белове вештице је крашка пећина која се налази близу града Адамс у америчкој савезној држави Тенеси. На подручију на којем је сада пећина некада је била фарма породице Бел. Пећина је дугачка око 490 стопа (односно 150 метара). Пећина је данас у приватном власништву.
Ова пећина је повезана са Беловом вештицом која је од 1818. до 1820. године наводно прогањала породицу Бел која је била власник ове пећине. Вештица је прогањала Џона Бела који је умро 1820. када је и вештица престала да прогања ову породицу. Након тога је вештица побегла у ову пећину, и наводно је ту и данас.
Једна од легенди говори како је Бетси Бел, кћер Џона Бела са својим пријатељима кренула да истражује ову пећину. Док су тамо били један од њених пријатеља је упао у рупу и није могао да изађе. Одједном је зачуо глас који је рекао Ја ћу га извући!. Дечак је у том трену осетио како га је нешто ухватило за ноге и извукло из рупе. Верује се да је то била Белова вештица. Када је дечак изашао из рупе зачуо се глас који им је говорио о безобризном истраживању пећине.